# Johann Adam Birckenstock
Johann Adam Birckenstock (auch Birkenstock; * 19. Februar 1687 in Alsfeld, Hessen; † 26. Februar 1733 in Eisenach) war ein deutscher Violinist und Komponist.

## Leben
Johann Adam Birckenstocks Eltern siedelten von Alsfeld nach Kassel über; dort erhielt er seine erste musikalische Ausbildung von Ruggiero Fedeli (1655–1722). 1706 fiel dem Herzog Karl sein Talent auf. Er sandte Birckenstock für ein Jahr zur weiteren Ausbildung zu Jean-Baptiste Volumier (1670–1728), einem französischen Violinisten in der königlichen Kapelle zu Dresden. Danach erhielt er Violinunterricht von Carlo Fiorelli in Bayreuth und von François Duval (1672–1728) in Paris, einem der Vingt-quatre Violons du Roy. 1709 erhielt er eine Anstellung in der Kasseler Hofkapelle und wurde 1721 deren Sologeiger. In den folgenden Jahren bereiste er Deutschland, Frankreich und die Niederlande. 1722 wurden seine ersten Werke im Verlag Le Cène in Amsterdam veröffentlicht. Nach dem Tode des Kasseler Herzogs wurde er 1730 Hofkapellmeister beim Großherzog von Sachsen-Weimar-Eisenach, er verstarb nur drei Jahre später.

## Werke
- Op. 1: 12 Sonate a Violino solo e Violoncello ò Basso continuo (Amsterdam, 1722)
- 6 Triosonaten für 2 Violinen und Basso continuo (London ca. 1725) (verschollen?)
- Sinfonia in D, für 2 Violinen, Viola, 2 Oboen, Fagott, 2 Jagdhörner und Basso continuo
- Johann Gottfried Walther kündigte in seinem Musicalischen Lexicon, Leipzig 1732, je 12 Violinsonaten und Concerti Birckenstocks an,[3] zu deren Veröffentlichung es wohl durch Birckenstocks baldigen Tod nicht mehr kam, und die heute als verschollen gelten.